# Theridion glaucescens
Theridion glaucescens är en spindelart som beskrevs av Becker 1879. Theridion glaucescens ingår i släktet Theridion och familjen klotspindlar. Inga underarter finns listade i Catalogue of Life.